# Calendario de los Juegos Olímpicos de París 2024
El calendario de los Juegos Olímpicos de París 2024 presenta la hora y fecha de las finales de las pruebas disputadas en los deportes que conformaron el programa de este evento.
Las horas aparecen indicadas respecto a la hora local de París (UTC+02:00), indican el tiempo en el que se disputaron las medallas, se incluyen además las naciones ganadoras de cada una de ellas.

## Eventos para medalla
| 27 de julio  |               |                            |                                    |                                |                                |                                                   |
| 1            | 10:30 - 11:25 | Tiro                       | Rifle 10 m Equipos Mixto           | República Popular China        | Corea del Sur                  | Kazajistán                                        |
| 2            | 11:00 - 11:55 | Saltos                     | Sincronizado trampolín 3 m F       | República Popular China        | Estados Unidos                 | Reino Unido                                       |
| 3            | 14:30 - 16:05 | Ciclismo en ruta           | Contrarreloj F                     | Australia                      | Reino Unido                    | Estados Unidos                                    |
| 4            | 16:32 - 17:57 | Ciclismo en ruta           | Contrarreloj M                     | Bélgica                        | Italia                         | Bélgica                                           |
| 5            | 16:00 - 18:02 | Judo                       | -48 kg F                           | Japón                          | Mongolia                       | Francia · Suecia                                  |
| 6            | 16:00 - 18:33 | Judo                       | -60 kg M                           | Kazajistán                     | Francia                        | Japón · España                                    |
| 7            | 19:00 - 20:05 | Rugby 7                    | Torneo M                           | Francia                        | Fiyi                           | Sudáfrica                                         |
| 8            | 20:42 - 20:50 | Natación                   | 400 m libre M                      | Alemania                       | Australia                      | Corea del Sur                                     |
| 9            | 20:52 - 21:00 | Natación                   | 400 m libre F                      | Australia                      | Canadá                         | Estados Unidos                                    |
| 10           | 21:34 - 21:45 | Natación                   | 4X100 m libre F                    | Australia                      | Estados Unidos                 | República Popular China                           |
| 11           | 20:40 - 21:52 | Esgrima                    | Espada individual F                | Hong Kong                      | Francia                        | Hungría                                           |
| 12           | 21:44 - 21:55 | Natación                   | 4X100 m libre M                    | Estados Unidos                 | Australia                      | Italia                                            |
| 13           | 21:05 - 22:15 | Esgrima                    | Sable individual M                 | Corea del Sur                  | Túnez                          | Italia                                            |
| 28 de julio  |               |                            |                                    |                                |                                |                                                   |
| 14           | 9:30 - 10:00  | Tiro                       | Pistola 10 m M                     | República Popular China        | Italia                         | Italia                                            |
| 15           | 12:00 - 12:30 | Tiro                       | Pistola 10 m F                     | Corea del Sur                  | Corea del Sur                  | India                                             |
| 16           | 14:10 - 15:40 | Ciclismo en montaña        | Campo a través F                   | Francia                        | Estados Unidos                 | Suecia                                            |
| 17           | 16:48 - 17:40 | Tiro con arco              | Equipos F                          | Corea del Sur                  | República Popular China        | México                                            |
| 18           | 16:00 - 17:55 | Judo                       | -66 Kg M                           | Japón                          | Brasil                         | Kazajistán · Moldavia                             |
| 19           | 17:00 - 18:20 | Skateboarding              | Street F                           | Japón                          | Japón                          | Brasil                                            |
| 20           | 17:45 - 18:30 | Piragüismo en eslalon      | Kayak F                            | Australia                      | Polonia                        | Reino Unido                                       |
| 21           | 16:00 - 18:45 | Judo                       | -52 Kg F                           | Uzbekistán                     | Kosovo                         | Brasil · Francia                                  |
| 22           | 20:30 - 20:35 | Natación                   | 400 m estilos individual M         | Francia                        | Japón                          | Estados Unidos                                    |
| 23           | 20:40 - 20:43 | Natación                   | 100 m mariposa F                   | Estados Unidos                 | Estados Unidos                 | República Popular China                           |
| 24           | 21:44 - 21:47 | Natación                   | 100 m braza M                      | Italia                         | Reino Unido · Estados Unidos   | —                                                 |
| 25           | 20:50 - 22:00 | Esgrima                    | Florete individual F               | Estados Unidos                 | Estados Unidos                 | Canadá                                            |
| 26           | 21:20 - 22:30 | Esgrima                    | Espada individual M                | Japón                          | Francia                        | Egipto                                            |
| 29 de julio  |               |                            |                                    |                                |                                |                                                   |
| 27           | 9:30 - 10:00  | Tiro                       | Rifle 10 m F                       | Corea del Sur                  | República Popular China        | Suiza                                             |
| 28           | 11:00 - 11:55 | Saltos                     | Sincronizado plataforma 10 m M     | República Popular China        | Reino Unido                    | Canadá                                            |
| 29           | 12:00 - 12:30 | Tiro                       | Rifle 10 m M                       | República Popular China        | Suecia                         | Croacia                                           |
| 30           | 11:00 - 13:40 | Ecuestre                   | Concurso completo equipos Mixto    | Reino Unido                    | Francia                        | Japón                                             |
| 31           | 14:10 - 15:40 | Ciclismo en montaña        | Campo a través M                   | Reino Unido                    | Francia                        | Sudáfrica                                         |
| 32           | 15:00 - 15:55 | Ecuestre                   | Concurso completo individual Mixto | Alemania                       | Australia                      | Reino Unido                                       |
| 33           | 16:48 - 17:25 | Tiro con arco              | Equipos M                          | Corea del Sur                  | Francia                        | Turquía                                           |
| 34           | 17:20 - 18:03 | Piragüismo en eslalón      | Canoa M                            | Francia                        | Reino Unido                    | Eslovaquia                                        |
| 35           | 16:00 - 18:10 | Judo                       | -57 Kg F                           | Canadá                         | Corea del Sur                  | Japón · Francia                                   |
| 36           | 17:00 - 18:25 | Skateboarding              | Street M                           | Japón                          | Estados Unidos                 | Estados Unidos                                    |
| 37           | 16:00 - 18:50 | Judo                       | -73 Kg M                           | Azerbaiyán                     | Francia                        | Moldavia · Japón                                  |
| 38           | 17:30 - 20:10 | Gimnasia artística         | Equipos M                          | Japón                          | República Popular China        | Estados Unidos                                    |
| 39           | 20:30 - 20:35 | Natación                   | 400 m estilos individual F         | Canadá                         | Estados Unidos                 | Estados Unidos                                    |
| 40           | 20:41 - 20:44 | Natación                   | 200 m libre M                      | Rumania                        | Reino Unido                    | Estados Unidos                                    |
| 41           | 21:27 - 21:30 | Natación                   | 100 m espalda M                    | Italia                         | República Popular China        | Estados Unidos                                    |
| 42           | 21:34 - 21:37 | Natación                   | 100 m braza F                      | Sudáfrica                      | República Popular China        | Irlanda                                           |
| 43           | 21:53 - 21:57 | Natación                   | 200 m libre F                      | Australia                      | Australia                      | Hong Kong                                         |
| 44           | 20:50 - 22:02 | Esgrima                    | Sable individual F                 | Francia                        | Francia                        | Ucrania                                           |
| 45           | 21:15 - 22:35 | Esgrima                    | Florete individual M               | Hong Kong                      | Italia                         | Estados Unidos                                    |
| 30 de julio  |               |                            |                                    |                                |                                |                                                   |
| 46           | 9:30 - 10:30  | Tiro                       | Pistola AC 10 m Equipos Mixto      | Serbia                         | Turquía                        | India                                             |
| 47           | 13:30 - 15:24 | Tenis de mesa              | Dobles Mixto                       | República Popular China        | Corea del Norte                | Corea del Sur                                     |
| 48           | 15:30 - 16:25 | Tiro                       | Foso M                             | Reino Unido                    | República Popular China        | Guatemala                                         |
| 49           | 16:00 - 17:00 | Judo                       | -81 Kg M                           | Japón                          | Georgia                        | Corea del Sur · Tayikistán                        |
| 50           | 16:00 - 18:25 | Judo                       | -63 Kg F                           | Eslovenia                      | México                         | Francia · Kosovo                                  |
| 51           | 19:00 - 20:05 | Rugby 7                    | Torneo F                           | Nueva Zelanda                  | Canadá                         | Estados Unidos                                    |
| 52           | 18:15 - 20:25 | Gimnasia artística         | Equipos F                          | Estados Unidos                 | Italia                         | Brasil                                            |
| 53           | 21:00 - 21:03 | Natación                   | 100 m espalda F                    | Australia                      | Estados Unidos                 | Estados Unidos                                    |
| 54           | 21:07 - 21:15 | Natación                   | 800 m libre M                      | Irlanda                        | Estados Unidos                 | Italia                                            |
| 55           | 19:30 - 21:25 | Esgrima                    | Espada equipos F                   | Italia                         | Francia                        | Polonia                                           |
| 56           | 22:15 - 22:24 | Natación                   | 4X200 m libre M                    | Reino Unido                    | Estados Unidos                 | Australia                                         |
| 31 de julio  |               |                            |                                    |                                |                                |                                                   |
| 57           | 8:00 - 10:10  | Triatlón                   | Individual F                       | Francia                        | Suiza                          | Reino Unido                                       |
| 60           | 11:00 - 11:50 | Saltos                     | Sincronizado plataforma 10 m F     | República Popular China        | Corea del Norte                | Reino Unido                                       |
| 59           | 10:45 - 12:30 | Triatlón                   | Individual M                       | Reino Unido                    | Nueva Zelanda                  | Francia                                           |
| 60           | 12:02 - 12:32 | Remo                       | M4X M                              | Países Bajos                   | Italia                         | Polonia                                           |
| 61           | 12:14 - 12:45 | Remo                       | M4X F                              | Reino Unido                    | Países Bajos                   | Alemania                                          |
| 62           | 13:10 - 14:00 | Ciclismo BMX Freestyle     | Park F                             | República Popular China        | Estados Unidos                 | Australia                                         |
| 63           | 14:44 - 15:25 | Ciclismo BMX Freestyle     | Park M                             | Argentina                      | Reino Unido                    | Francia                                           |
| 64           | 15:30 - 16:30 | Tiro                       | Foso F                             | Guatemala                      | Italia                         | Australia                                         |
| 65           | 16:00 - 17:32 | Judo                       | -70 kg F                           | Croacia                        | Alemania                       | Austria · Bélgica                                 |
| 66           | 17:25 - 18:15 | Piragüismo en eslalón      | Canoa F                            | Australia                      | Alemania                       | Estados Unidos                                    |
| 67           | 16:00 - 18:27 | Judo                       | -90 kg M                           | Georgia                        | Japón                          | Francia · Grecia                                  |
| 68           | 17:30 - 20:15 | Gimnasia artística         | Concurso completo M                | Japón                          | República Popular China        | República Popular China                           |
| 69           | 20:30 - 20:33 | Natación                   | 100 m libre F                      | Suecia                         | Estados Unidos                 | Hong Kong                                         |
| 70           | 20:37 - 20:41 | Natación                   | 200 m mariposa M                   | Francia                        | Hungría                        | Canadá                                            |
| 71           | 19:30 - 21:20 | Esgrima                    | Sable equipos M                    | Corea del Sur                  | Hungría                        | Francia                                           |
| 72           | 21:13 - 21:31 | Natación                   | 1500 m libre F                     | Estados Unidos                 | Francia                        | Alemania                                          |
| 73           | 22:31 - 22:35 | Natación                   | 200 m braza M                      | Francia                        | Australia                      | Países Bajos                                      |
| 74           | 22:39 - 22:42 | Natación                   | 100 m libre M                      | República Popular China        | Australia                      | Rumania                                           |
| 1 de agosto  |               |                            |                                    |                                |                                |                                                   |
| 75           | 8:00 - 9:30   | Atletismo                  | 20 km marcha M                     | Ecuador                        | Brasil                         | España                                            |
| 76           | 9:30 - 10:20  | Tiro                       | Rifle 50 m 3 pos. M                | República Popular China        | Ucrania                        | India                                             |
| 77           | 9:50 - 11:35  | Atletismo                  | 20 km marcha F                     | República Popular China        | España                         | Australia                                         |
| 78           | 11:18 - 11:25 | Remo                       | W2X F                              | Nueva Zelanda                  | Rumania                        | Reino Unido                                       |
| 79           | 11:30 - 11:37 | Remo                       | M2X M                              | Rumania                        | Países Bajos                   | Irlanda                                           |
| 80           | 11:50 - 11:57 | Remo                       | W4- F                              | Países Bajos                   | Reino Unido                    | Nueva Zelanda                                     |
| 81           | 12:10 - 12:17 | Remo                       | M4- M                              | Estados Unidos                 | Nueva Zelanda                  | Reino Unido                                       |
| 82           | 16:00 - 18:00 | Judo                       | -100 kg M                          | Azerbaiyán                     | Georgia                        | Israel · Uzbekistán                               |
| 83           | 17:30 - 18:20 | Piragüismo en eslalón      | Kayak M                            | Italia                         | Francia                        | España                                            |
| 84           | 16:00 - 18:35 | Judo                       | -78 kg F                           | Italia                         | Israel                         | República Popular China · Portugal                |
| 85           | 18:15 - 20:30 | Gimnasia artística         | Concurso completo F                | Estados Unidos                 | Brasil                         | Estados Unidos                                    |
| 86           | 19:10 - 21:40 | Esgrima                    | Florete equipos F                  | Estados Unidos                 | Italia                         | Japón                                             |
| 87           | 20:30 - 20:34 | Natación                   | 200 m mariposa F                   | Canadá                         | Estados Unidos                 | República Popular China                           |
| 88           | 20:38 - 20:42 | Natación                   | 200 m espalda M                    | Hungría                        | Serbia                         | Suiza                                             |
| 89           | 21:11 - 21:15 | Natación                   | 200 m braza F                      | Estados Unidos                 | Sudáfrica                      | Países Bajos                                      |
| 90           | 22:03 - 22:13 | Natación                   | 4X200 m libre F                    | Australia                      | Estados Unidos                 | República Popular China                           |
| 2 de agosto  |               |                            |                                    |                                |                                |                                                   |
| 91           | 9:30 - 10:25  | Tiro                       | Rifle 3 pos. F                     | Suiza                          | Estados Unidos                 | República Popular China                           |
| 92           | 11:00 - 12:00 | Saltos                     | Sincronizado trampolín 3 m M       | República Popular China        | México                         | Reino Unido                                       |
| 93           | 11:30 - 11:37 | Remo                       | M2- M                              | Croacia                        | Reino Unido                    | Suiza                                             |
| 94           | 11:42 - 11:50 | Remo                       | W2- F                              | Países Bajos                   | Rumania                        | Australia                                         |
| 95           | 12:02 - 12:09 | Remo                       | LM2X M                             | Irlanda                        | Italia                         | Grecia                                            |
| 96           | 12:22 - 12:29 | Remo                       | LW2X F                             | Reino Unido                    | Rumania                        | Grecia                                            |
| 97           | 12:13 - 12:35 | Vela                       | 49er FX F                          | Países Bajos                   | Suecia                         | Francia                                           |
| 98           | 13:13 - 13:35 | Vela                       | 49er M                             | España                         | Nueva Zelanda                  | Estados Unidos                                    |
| 99           | 13:50 - 14:20 | Gimnasia en trampolín      | Concurso F                         | Reino Unido                    | Atletas Individuales Neutrales | Canadá                                            |
| 100          | 14:00 - 15:45 | Ecuestre                   | Salto equipos Mixto                | Reino Unido                    | Estados Unidos                 | Francia                                           |
| 101          | 15:00 - 16:52 | Bádminton                  | Dobles Mixto                       | República Popular China        | Corea del Sur                  | Japón                                             |
| 102          | 16:24 - 17:00 | Tiro con arco              | Equipos Mixto                      | Corea del Sur                  | Alemania                       | Estados Unidos                                    |
| 103          | 16:00 - 17:30 | Judo                       | +78 Kg F                           | Brasil                         | Israel                         | Corea del Sur · Francia                           |
| 104          | 16:00 - 18:00 | Judo                       | +100 Kg M                          | Francia                        | Corea del Sur                  | Tayikistán · Uzbekistán                           |
| 105          | 20:30 - 20:32 | Natación                   | 50 m libre M                       | Australia                      | Reino Unido                    | Francia                                           |
| 106          | 20:37 - 20:41 | Natación                   | 200 m espalda F                    | Australia                      | Estados Unidos                 | Canadá                                            |
| 107          | 20:45 20:49   | Natación                   | 200 m estilos M                    | Francia                        | Reino Unido                    | República Popular China                           |
| 108          | 19:30 - 21:40 | Esgrima                    | Espada equipos M                   | Hungría                        | Japón                          | República Checa                                   |
| 109          | 19:50 - 20:25 | Gimnasia en trampolín      | Concurso M                         | Atletas Individuales Neutrales | República Popular China        | República Popular China                           |
| 110          | 21:35 - 21:37 | Ciclismo BMX Racing        | Torneo M                           | Francia                        | Francia                        | Francia                                           |
| 111          | 21:20 - 21:50 | Atletismo                  | 10 000 m M                         | Uganda                         | Etiopía                        | Estados Unidos                                    |
| 112          | 21:50 - 21:52 | Ciclismo BMX Racing        | Torneo F                           | Australia                      | Países Bajos                   | Suiza                                             |
| 113          | 18:55 - 22:55 | Tenis                      | Dobles Mixto                       | República Checa                | República Popular China        | Canadá                                            |
| 3 de agosto  |               |                            |                                    |                                |                                |                                                   |
| 114          | 9:30 - 9:55   | Tiro                       | Pistola 25 m F                     | Corea del Sur                  | Francia                        | Hungría                                           |
| 115          | 10:18 - 10:26 | Remo                       | W1X F                              | Países Bajos                   | Nueva Zelanda                  | Lituania                                          |
| 116          | 10:50 - 10:57 | Remo                       | W8+ F                              | Rumania                        | Canadá                         | Reino Unido                                       |
| 117          | 11:10 - 11:16 | Remo                       | M8+ M                              | Reino Unido                    | Países Bajos                   | Estados Unidos                                    |
| 118          | 11:30 - 11:37 | Remo                       | M1X M                              | Alemania                       | Atletas Individuales Neutrales | Países Bajos                                      |
| 119          | 12:13 - 13:55 | Vela                       | iQfoil F                           | Italia                         | Israel                         | Reino Unido                                       |
| 120          | 12:23- 14:35  | Vela                       | iQfoil M                           | Israel                         | Australia                      | Países Bajos                                      |
| 121          | 14:33 - 15:00 | Tiro con arco              | Individual F                       | Corea del Sur                  | Corea del Sur                  | Francia                                           |
| 122          | 10:00 - 15:37 | Ecuestre                   | Doma por equipos Mixto             | Alemania                       | Dinamarca                      | Reino Unido                                       |
| 123          | 13:30 - 15:45 | Tenis de mesa              | Individual F                       | República Popular China        | República Popular China        | Japón                                             |
| 124          | 12:00 - 15:50 | Tenis                      | Dobles M                           | Australia                      | Estados Unidos                 | Estados Unidos                                    |
| 125          | 15:30 - 16:10 | Gimnasia artística         | Ejercicio de suelo M               | Filipinas                      | Israel                         | Reino Unido                                       |
| 126          | 15:30 - 16:27 | Tiro                       | Skeet M                            | Estados Unidos                 | Estados Unidos                 | China Taipéi                                      |
| 127          | 15:00 - 17:10 | Bádminton                  | Dobles F                           | República Popular China        | República Popular China        | Japón                                             |
| 128          | 16:20 - 17:20 | Gimnasia artística         | Salto de potro F                   | Estados Unidos                 | Brasil                         | Estados Unidos                                    |
| 129          | 11:00 - 17:30 | Ciclismo en ruta           | Carrera M                          | Bélgica                        | Francia                        | Francia                                           |
| 130          | 17:16 - 18:15 | Gimnasia artística         | Caballo con arcos M                | Irlanda                        | Kazajistán                     | Estados Unidos                                    |
| 131          | 16:30 - 18:25 | Tenis                      | Individual F                       | República Popular China        | Croacia                        | Polonia                                           |
| 132          | 16:00 - 19:00 | Judo                       | Equipos Mixto                      | Francia                        | Japón                          | Brasil · Corea del Sur                            |
| 133          | 20:30 - 20:33 | Natación                   | 100 m mariposa M                   | Hungría                        | Canadá                         | Canadá                                            |
| 134          | 19:00 - 20:47 | Esgrima                    | Sable equipos F                    | Ucrania                        | Corea del Sur                  | Japón                                             |
| 135          | 19:35 - 20:55 | Atletismo                  | Lanz. de peso M                    | Estados Unidos                 | Estados Unidos                 | Jamaica                                           |
| 136          | 20:55 - 21:00 | Atletismo                  | 4X400 m Mixto                      | Países Bajos                   | Estados Unidos                 | Reino Unido                                       |
| 137          | 21:08 - 21:12 | Natación                   | 200 m estilos F                    | Canadá                         | Estados Unidos                 | Australia                                         |
| 138          | 21:20 - 21:21 | Atletismo                  | 100 m F                            | Santa Lucía                    | Estados Unidos                 | Estados Unidos                                    |
| 139          | 21:28 - 21:38 | Natación                   | 800 m libre F                      | Estados Unidos                 | Australia                      | Estados Unidos                                    |
| 140          | 20:20 - 21:45 | Atletismo                  | Triple salto F                     | Dominica                       | Jamaica                        | Estados Unidos                                    |
| 141          | 21:45 - 21:52 | Atletismo                  | 1500 m Decatlón M                  | Noruega                        | Alemania                       | Granada                                           |
| 142          | 21:58 - 22:03 | Natación                   | 4X100 estilos Mixto                | Estados Unidos                 | República Popular China        | Australia                                         |
| 4 de agosto  |               |                            |                                    |                                |                                |                                                   |
| 143          | 10:00 - 13:30 | Ecuestre                   | Doma individual GP Mixto           | Alemania                       | Alemania                       | Reino Unido                                       |
| 144          | 14:33 - 15:00 | Tiro con arco              | Individual M                       | Corea del Sur                  | Estados Unidos                 | Corea del Sur                                     |
| 145          | 13:30 - 15:30 | Tenis de mesa              | Individual M                       | República Popular China        | Suecia                         | Francia                                           |
| 146          | 15:00 - 15:30 | Gimnasia artística         | Anillas M                          | República Popular China        | República Popular China        | Grecia                                            |
| 147          | 15:40 - 16:15 | Gimnasia artística         | Barras asimétricas F               | Argelia                        | República Popular China        | Estados Unidos                                    |
| 148          | 15:30 - 16:35 | Tiro                       | Skeet F                            | Chile                          | Reino Unido                    | Estados Unidos                                    |
| 149          | 14:00 - 17:02 | Tenis                      | Individual M                       | Serbia                         | España                         | Italia                                            |
| 150          | 16:24 - 17:05 | Gimnasia artística         | Salto de potro M                   | Filipinas                      | Armenia                        | Reino Unido                                       |
| 151          | 15:00 - 17:42 | Bádminton                  | Dobles M                           | China Taipéi                   | República Popular China        | Malasia                                           |
| 152          | 9:00 - 17:45  | Golf                       | Torneo M                           | Estados Unidos                 | Reino Unido                    | Japón                                             |
| 153          | 14:00 - 18:10 | Ciclismo en ruta           | Carrera F                          | Estados Unidos                 | Países Bajos                   | Bélgica                                           |
| 154          | 18:30 - 18:32 | Natación                   | 50 m libre F                       | Suecia                         | Australia                      | República Popular China                           |
| 155          | 18:37 - 18:53 | Natación                   | 1500 m libre M                     | Estados Unidos                 | Italia                         | Irlanda                                           |
| 156          | 19:10 - 19:15 | Natación                   | 4X100 m estilos M                  | República Popular China        | Estados Unidos                 | Francia                                           |
| 157          | 12:00 - 19:25 | Tenis                      | Dobles F                           | Italia                         | Atletas Individuales Neutrales | España                                            |
| 158          | 19:32 - 19:37 | Natación                   | 4X100 m estilos F                  | Estados Unidos                 | Australia                      | República Popular China                           |
| 159          | 19:50 - 21:20 | Atletismo                  | Salto de altura F                  | Ucrania                        | Australia                      | Ucrania · Australia                               |
| 160          | 20:30 - 21:40 | Atletismo                  | Lanz. martillo M                   | Canadá                         | Hungría                        | Ucrania                                           |
| 161          | 19:10 - 21:45 | Esgrima                    | Florete equipos M                  | Japón                          | Italia                         | Francia                                           |
| 162          | 21:50 - 21:51 | Atletismo                  | 100 m M                            | Estados Unidos                 | Jamaica                        | Estados Unidos                                    |
| 5 de agosto  |               |                            |                                    |                                |                                |                                                   |
| 163          | 8:00 - 9:30   | Triatlón                   | Relevos Mixto                      | Alemania                       | Estados Unidos                 | Reino Unido                                       |
| 164          | 9:30 - 10:05  | Tiro                       | Pistola 25 m M                     | República Popular China        | Corea del Sur                  | República Popular China                           |
| 165          | 10:55 - 11:50 | Bádminton                  | Individual F                       | Corea del Sur                  | República Popular China        | Indonesia                                         |
| 166          | 11:45 - 12:20 | Gimnasia artística         | Barras paralelas M                 | República Popular China        | Ucrania                        | Japón                                             |
| 167          | 12:38 - 13:23 | Gimnasia artística         | Barra de equilibrio F              | Italia                         | República Popular China        | Italia                                            |
| 168          | 13:33 - 14:20 | Gimnasia artística         | Barra fija M                       | Japón                          | Colombia                       | República Popular China · China Taipéi            |
| 169          | 14:45 - 15:30 | Gimnasia artística         | Ejercicio de suelo F               | Brasil                         | Estados Unidos                 | Rumania                                           |
| 170          | 15:00 - 15:47 | Tiro                       | Skeet equipos Mixto                | Italia                         | Estados Unidos                 | República Popular China                           |
| 171          | 14:30 - 16:45 | Bádminton                  | Individual M                       | Dinamarca                      | Tailandia                      | Malasia                                           |
| 172          | 16:55 16:57   | Piragüismo en eslalon      | Kayak F                            | Australia                      | Francia                        | Reino Unido                                       |
| 173          | 17:00 - 17:02 | Piragüismo en eslalon      | Kayak M                            | Nueva Zelanda                  | Reino Unido                    | Alemania                                          |
| 174          | 19:54 - 20:01 | Ciclismo en pista          | Sprint equipos F                   | Reino Unido                    | Nueva Zelanda                  | Alemania                                          |
| 175          | 21:15 - 21:30 | Atletismo                  | 5000 m F                           | Kenia                          | Países Bajos                   | Italia                                            |
| 176          | 20:30 -21:40  | Atletismo                  | Lanz. de disco F                   | Estados Unidos                 | República Popular China        | Croacia                                           |
| 177          | 21:47 - 21:50 | Atletismo                  | 800 m F                            | Reino Unido                    | Etiopía                        | Kenia                                             |
| 178          | 19:00 - 22:25 | Atletismo                  | Salto con pértiga M                | Suecia                         | Estados Unidos                 | Grecia                                            |
| 179          | 21:00 - 22:25 | Baloncesto 3X3             | Torneo F                           | Alemania                       | España                         | Estados Unidos                                    |
| 180          | 21:30 - 22:55 | Baloncesto 3X3             | Torneo M                           | Países Bajos                   | Francia                        | Lituania                                          |
| 6 de agosto  |               |                            |                                    |                                |                                |                                                   |
| 181          | 0:54 - 2:46   | Surf                       | Concurso M                         | Francia                        | Australia                      | Brasil                                            |
| 182          | 1:35 - 3:27   | Surf                       | Concurso F                         | Estados Unidos                 | Brasil                         | Francia                                           |
| 183          | 10:00 - 12:05 | Ecuestre                   | Saltos individual Mixto            | Alemania                       | Suiza                          | Países Bajos                                      |
| 184          | 15:00 - 16:10 | Saltos                     | Plataforma 10 m F                  | República Popular China        | República Popular China        | Corea del Norte                                   |
| 185          | 17:30 - 18:17 | Skateboarding              | Park F                             | Australia                      | Japón                          | Estados Unidos                                    |
| 186          | 19:30 - 20:05 | Lucha grecorromana         | 60 Kg M                            | Japón                          | República Popular China        | Kirguistán · Corea del Norte                      |
| 187          | 20:05 - 20:12 | Ciclismo en pista          | Sprint equipos M                   | Países Bajos                   | Reino Unido                    | Australia                                         |
| 188          | 20:50 - 20:55 | Atletismo                  | 1500 m M                           | Estados Unidos                 | Reino Unido                    | Estados Unidos                                    |
| 189          | 20:15 - 21:01 | Lucha grecorromana         | 130 Kg M                           | Cuba                           | Chile                          | Irán · República Popular China                    |
| 190          | 19:57 - 21:07 | Atletismo                  | Lanz. de martillo F                | Canadá                         | Estados Unidos                 | República Popular China                           |
| 191          | 21:14 - 21:24 | Atletismo                  | 3000 m obstáculos F                | Baréin                         | Uganda                         | Kenia                                             |
| 192          | 20:15 - 21:35 | Atletismo                  | Salto de longitud M                | Grecia                         | Jamaica                        | Italia                                            |
| 193          | 21:40 - 21:41 | Atletismo                  | 200 m F                            | Estados Unidos                 | Santa Lucía                    | Estados Unidos                                    |
| 194          | 21:25 - 22:00 | Lucha libre                | 68 Kg F                            | Estados Unidos                 | Kirguistán                     | Turquía · Japón                                   |
| 195          | 23:20 - 23:35 | Boxeo                      | 60 Kg F                            | Irlanda                        | República Popular China        | China Taipéi · Brasil                             |
| 7 de agosto  |               |                            |                                    |                                |                                |                                                   |
| 196          | 7:30 - 10:30  | Atletismo                  | Marcha relevos Mixto               | España                         | Ecuador                        | Australia                                         |
| 197          | 12:54 - 13:00 | Escalada deportiva         | Velocidad F                        | Polonia                        | República Popular China        | Polonia                                           |
| 198          | 14:13 - 14:30 | Vela                       | Laser radial F                     | Países Bajos                   | Dinamarca                      | Noruega                                           |
| 199          | 16:10 - 16:30 | Vela                       | Laser M                            | Australia                      | Chipre                         | Perú                                              |
| 200          | 15:30 - 17:25 | Halterofilia               | 61 Kg M                            | República Popular China        | Tailandia                      | Estados Unidos                                    |
| 201          | 17:30 - 18:20 | Skateboarding              | Park M                             | Australia                      | Estados Unidos                 | Brasil                                            |
| 202          | 18:23 - 18:38 | Ciclismo en pista          | Persecución equipos M              | Australia                      | Reino Unido                    | Italia                                            |
| 203          | 19:17 - 19:33 | Ciclismo en pista          | Persecución equipos F              | Estados Unidos                 | Nueva Zelanda                  | Reino Unido                                       |
| 204          | 19:50 - 20:18 | Lucha grecorromana         | 77 Kg M                            | Japón                          | Kazajistán                     | Armenia · Kirguistán                              |
| 205          | 19:30 - 20:30 | Natación artística         | Equipos F*                         | República Popular China        | Estados Unidos                 | España                                            |
| 206          | 20:25 - 20:50 | Lucha grecorromana         | 97 Kg M                            | Irán                           | Armenia                        | Cuba · Kirguistán                                 |
| 207          | 21:20 - 21:22 | Atletismo                  | 400 m M                            | Estados Unidos                 | Reino Unido                    | Zambia                                            |
| 208          | 20:25 - 21:34 | Atletismo                  | Lanz. de Disco M                   | Jamaica                        | Lituania                       | Australia                                         |
| 209          | 20:19 - 21:35 | Taekwondo                  | -49 Kg F                           | Tailandia                      | República Popular China        | Irán · Croacia                                    |
| 210          | 18:15 - 21:40 | Atletismo                  | Salto con pértiga F                | Australia                      | Estados Unidos                 | Canadá                                            |
| 211          | 19:30 - 21:42 | Halterofilia               | 49 Kg F                            | República Popular China        | Rumania                        | Tailandia                                         |
| 212          | 21:43 - 21:52 | Atletismo                  | 3000 m obstáculos M                | Marruecos                      | Estados Unidos                 | Kenia                                             |
| 213          | 21:25 - 21:57 | Lucha libre                | 50 Kg F                            | Estados Unidos                 | Cuba                           | Japón · República Popular China                   |
| 214          | 20:34 - 22:02 | Taekwondo                  | -58 Kg M                           | Corea del Sur                  | Azerbaiyán                     | Francia · Túnez                                   |
| 215          | 22:34 - 22:46 | Boxeo                      | 63,5 Kg M                          | Cuba                           | Francia                        | Canadá · Georgia                                  |
| 216          | 22:51 - 23:17 | Boxeo                      | 80 Kg M                            | Ucrania                        | Kazajistán                     | República Dominicana · Cuba                       |
| 8 de agosto  |               |                            |                                    |                                |                                |                                                   |
| 217          | 7:30 - 9:55   | Natación en aguas abiertas | 10 Km F                            | Países Bajos                   | Australia                      | Italia                                            |
| 218          | 11:43 - 12:05 | Vela                       | Nacra 17 Mixto                     | Australia                      | Japón                          | Suecia                                            |
| 219          | 12:23 - 12:51 | Vela                       | 470 Mixto                          | Italia                         | Argentina                      | Nueva Zelanda                                     |
| 220          | 12:54 - 13:00 | Escalada deportiva         | Velocidad M                        | Indonesia                      | República Popular China        | Estados Unidos                                    |
| 221          | 13:30 - 13:33 | Piragüismo                 | C2 500 m M                         | República Popular China        | Italia                         | España                                            |
| 222          | 13:40 - 13:43 | Piragüismo                 | K4 500 m F                         | Nueva Zelanda                  | Alemania                       | Hungría                                           |
| 223          | 13:50 - 13:53 | Piragüismo                 | K4 500 m M                         | Alemania                       | Australia                      | España                                            |
| 224          | 15:00 - 16:20 | Saltos                     | Trampolín 3 m M                    | República Popular China        | República Popular China        | México                                            |
| 225          | 15:00 - 17:05 | Halterofilia               | 59 Kg F                            | República Popular China        | Canadá                         | China Taipéi                                      |
| 226          | 16:40 - 17:30 | Vela                       | Fórmula Kite F                     | Reino Unido                    | Francia                        | Países Bajos                                      |
| 227          | 19:11 - 19:15 | Ciclismo en pista          | Keirin F                           | Nueva Zelanda                  | Países Bajos                   | Reino Unido                                       |
| 228          | 19:10 - 19:41 | Lucha grecorromana         | 67 Kg M                            | Irán                           | Ucrania                        | Azerbaiyán · Cuba                                 |
| 229          | 19:27 - 20:15 | Ciclismo en pista          | Ómnium M                           | Francia                        | Portugal                       | Bélgica                                           |
| 230          | 19:45 - 20:29 | Lucha grecorromana         | 87 Kg M                            | Bulgaria                       | Irán                           | Ucrania · Dinamarca                               |
| 231          | 20:30 - 20:31 | Atletismo                  | 200 m M                            | Botsuana                       | Estados Unidos                 | Estados Unidos                                    |
| 232          | 14:00 - 20:45 | Hockey sobre césped        | Torneo M                           | Países Bajos                   | Alemania                       | India                                             |
| 233          | 20:54 - 21:15 | Lucha libre                | 53 Kg F                            | Japón                          | Ecuador                        | Corea del Norte · República Popular China         |
| 234          | 20:00 - 21:22 | Atletismo                  | Salto de Longitud F                | Estados Unidos                 | Alemania                       | Estados Unidos                                    |
| 235          | 21:25 - 21:27 | Atletismo                  | 400 m vallas F                     | Estados Unidos                 | Estados Unidos                 | Países Bajos                                      |
| 236          | 20:19 - 21:35 | Taekwondo                  | -68 Kg M                           | Uzbekistán                     | Jordania                       | República Popular China · Brasil                  |
| 237          | 20:25 - 21:42 | Atletismo                  | Lanz. de jabalina M                | Pakistán                       | India                          | Granada                                           |
| 238          | 21:45 - 21:46 | Atletismo                  | 110 m vallas M                     | Estados Unidos                 | Estados Unidos                 | Jamaica                                           |
| 239          | 19:30 - 21:47 | Halterofilia               | 73 Kg M                            | Indonesia                      | Tailandia                      | Bulgaria                                          |
| 240          | 20:34 - 21:49 | Taekwondo                  | -57 Kg F                           | Corea del Sur                  | Irán                           | Canadá · Bulgaria                                 |
| 241          | 22:42 - 22:57 | Boxeo                      | 51 Kg M                            | Uzbekistán                     | Francia                        | República Dominicana · Cabo Verde                 |
| 242          | 23:04 - 23:17 | Boxeo                      | 54 Kg F                            | República Popular China        | Turquía                        | Corea del Norte · Corea del Sur                   |
| 9 de agosto  |               |                            |                                    |                                |                                |                                                   |
| 243          | 7:30 - 9:30   | Natación en aguas abiertas | 10 km M                            | Hungría                        | Alemania                       | Hungría                                           |
| 244          | 12:50 - 12:53 | Piragüismo                 | C2 500 m F                         | República Popular China        | Ucrania                        | Canadá                                            |
| 245          | 13:10 - 13:13 | Piragüismo                 | K2 500 m F                         | Nueva Zelanda                  | Hungría                        | Alemania · Hungría                                |
| 246          | 12:35 - 13:25 | Escalada deportiva         | Combinada M                        | Reino Unido                    | Japón                          | Austria                                           |
| 247          | 13:30 - 13:33 | Piragüismo                 | K2 500 m M                         | Alemania                       | Hungría                        | Australia                                         |
| 248          | 13:50 - 13:55 | Piragüismo                 | C1 1000 m M                        | República Checa                | Brasil                         | Moldavia                                          |
| 249          | 15:13 - 15:18 | Vela                       | Fórmula Kite M                     | Austria                        | Eslovenia                      | Singapur                                          |
| 250          | 15:00 - 16:05 | Saltos                     | Trampolín 3 m F                    | República Popular China        | Australia                      | República Popular China                           |
| 251          | 15:00 - 17:15 | Halterofilia               | 89 Kg M                            | Bulgaria                       | Colombia                       | Italia                                            |
| 252          | 10:00 - 17:34 | Tenis de mesa              | Equipos M                          | República Popular China        | Suecia                         | Francia                                           |
| 253          | 14:30 - 17:40 | Gimnasia rítmica           | Concurso completo Individual F     | Alemania                       | Bulgaria                       | Italia                                            |
| 254          | 18:09 - 18:43 | Ciclismo en pista          | Madison F                          | Italia                         | Alemania                       | Países Bajos                                      |
| 255          | 19:30 - 19:32 | Atletismo                  | 4X100 m F                          | Estados Unidos                 | Reino Unido                    | Alemania                                          |
| 256          | 19:38 - 19:45 | Ciclismo en pista          | Esprint M                          | Países Bajos                   | Alemania                       | Alemania                                          |
| 257          | 19:47 - 19:49 | Atletismo                  | 4X100 m M                          | Canadá                         | Sudáfrica                      | Alemania                                          |
| 258          | 20:00 - 20:02 | Atletismo                  | 400 m F                            | República Dominicana           | Baréin                         | Polonia                                           |
| 259          | 19:38 - 20:14 | Lucha libre                | 57 Kg M                            | Japón                          | Estados Unidos                 | India · Alemania                                  |
| 260          | 20:25 - 20:40 | Atletismo                  | 800 m Heptatlón F                  | Bélgica                        | Alemania                       | Bélgica                                           |
| 261          | 18:00 - 20:42 | Fútbol                     | Torneo M                           | España                         | Francia                        | Marruecos                                         |
| 262          | 19:40 - 20:44 | Atletismo                  | Lanz. de Peso F                    | Alemania                       | Nueva Zelanda                  | República Popular China                           |
| 263          | 20:20 - 20:58 | Lucha libre                | 86 Kg M                            | Bulgaria                       | Irán                           | Estados Unidos · Alemania                         |
| 264          | 20:57 - 21:30 | Atletismo                  | 10 000 m F                         | Kenia                          | Italia                         | Países Bajos                                      |
| 265          | 19:30 - 21:35 | Halterofilia               | 71 Kg F                            | Estados Unidos                 | Colombia                       | Ecuador                                           |
| 266          | 21:19 - 21:35 | Breaking                   | Torneo F                           | Japón                          | Lituania                       | República Popular China                           |
| 267          | 20:13 - 21:36 | Atletismo                  | Triple Salto M                     | España                         | Portugal                       | Italia                                            |
| 268          | 14:00 - 21:37 | Hockey sobre césped        | Torneo F                           | Países Bajos                   | República Popular China        | Argentina                                         |
| 269          | 21:30 - 21:42 | Boxeo                      | 71 Kg M                            | Uzbekistán                     | México                         | Estados Unidos · Reino Unido                      |
| 270          | 21:22 - 21:43 | Lucha libre                | 57 Kg F                            | Japón                          | Moldavia                       | Estados Unidos · República Popular China          |
| 271          | 20:19 - 21:45 | Taekwondo                  | -67 Kg F                           | Hungría                        | Serbia                         | Estados Unidos · Bélgica                          |
| 272          | 21:45 - 21:47 | Atletismo                  | 400 m vallas M                     | Estados Unidos                 | Noruega                        | Brasil                                            |
| 273          | 21:47 - 21:59 | Boxeo                      | 50 Kg F                            | República Popular China        | Polonia                        | Turquía · Filipinas                               |
| 274          | 20:34 - 22:01 | Taekwondo                  | -80 Kg M                           | Túnez                          | Irán                           | Italia · Dinamarca                                |
| 275          | 22:34 - 22:49 | Boxeo                      | 92 Kg M                            | Uzbekistán                     | Azerbaiyán                     | España · Tayikistán                               |
| 276          | 22:57 - 23:10 | Boxeo                      | 66 Kg F                            | Argelia                        | República Popular China        | Tailandia · China Taipéi                          |
| 277          | 22:30 - 23:33 | Vóley Playa                | Torneo F                           | Brasil                         | Canadá                         | Suiza                                             |
| 10 de agosto |               |                            |                                    |                                |                                |                                                   |
| 278          | 8:00 - 10:15  | Atletismo                  | Maratón M                          | Etiopía                        | Bélgica                        | Kenia                                             |
| 279          | 13:00 - 13:03 | Piragüismo                 | K1 500 m F                         | Nueva Zelanda                  | Hungría                        | Dinamarca                                         |
| 280          | 12:35 - 13:22 | Escalada deportiva         | Combinada F                        | Eslovenia                      | Estados Unidos                 | Austria                                           |
| 281          | 13:20 - 13:25 | Piragüismo                 | K1 1000 m M                        | República Checa                | Hungría                        | Hungría                                           |
| 282          | 11:30 - 13:37 | Halterofilia               | 102 Kg M                           | República Popular China        | Uzbekistán                     | Atletas Individuales Neutrales                    |
| 283          | 13:50 - 13:53 | Piragüismo                 | C1 200 m F                         | Canadá                         | Estados Unidos                 | Cuba                                              |
| 284          | 13:00 - 14:24 | Voleibol                   | Torneo M                           | Francia                        | Polonia                        | Estados Unidos                                    |
| 285          | 14:00 - 15:52 | Gimnasia rítmica           | Concurso completo equipos F        | República Popular China        | Israel                         | Italia                                            |
| 286          | 15:00 - 16:20 | Saltos                     | Plataforma 10 m M                  | República Popular China        | Japón                          | Reino Unido                                       |
| 287          | 10:00 - 16:25 | Balonmano                  | Torneo F                           | Noruega                        | Francia                        | Dinamarca                                         |
| 288          | 10:35 - 16:30 | Waterpolo                  | Torneo F                           | España                         | Australia                      | Países Bajos                                      |
| 289          | 10:00 - 17:20 | Tenis de mesa              | Equipos F                          | República Popular China        | Japón                          | Corea del Sur                                     |
| 290          | 9:00 - 17:40  | Golf                       | Torneo F                           | Nueva Zelanda                  | Alemania                       | República Popular China                           |
| 291          | 17:59 - 17:49 | Ciclismo en pista          | Madison M                          | Portugal                       | Italia                         | Dinamarca                                         |
| 292          | 16:00 - 18:10 | Halterofilia               | 81 Kg F                            | Noruega                        | Egipto                         | Ecuador                                           |
| 293          | 17:00 - 19:00 | Fútbol                     | Torneo F                           | Estados Unidos                 | Brasil                         | Alemania                                          |
| 294          | 19:10 - 19:25 | Pentatlón moderno          | Láser run M                        | Egipto                         | Japón                          | Italia                                            |
| 295          | 19:25 - 19:28 | Atletismo                  | 800 m M                            | Kenia                          | Canadá                         | Argelia                                           |
| 296          | 19:35 - 19:36 | Atletismo                  | 100 m vallas F                     | Estados Unidos                 | Francia                        | Puerto Rico                                       |
| 297          | 19:23 - 20:01 | Lucha libre                | 74 Kg M                            | Uzbekistán                     | Japón                          | Estados Unidos · Albania                          |
| 298          | 19:50 - 20:05 | Atletismo                  | 5000 m M                           | Noruega                        | Kenia                          | Estados Unidos                                    |
| 299          | 20:15 - 20:20 | Atletismo                  | 1500 m F                           | Kenia                          | Australia                      | Reino Unido                                       |
| 300          | 20:07 - 20:46 | Lucha libre                | 125 Kg M                           | Georgia                        | Irán                           | Turquía · Azerbaiyán                              |
| 301          | 19:30 - 20:47 | Atletismo                  | Lanz. de jabalina F                | Japón                          | Sudáfrica                      | República Checa                                   |
| 302          | 21:00 - 21:04 | Atletismo                  | 4X400 m M                          | Estados Unidos                 | Botsuana                       | Reino Unido                                       |
| 303          | 19:00 - 21:05 | Atletismo                  | Salto de altura M                  | Nueva Zelanda                  | Estados Unidos                 | Catar                                             |
| 304          | 21:14 - 21:18 | Atletismo                  | 4X400 m F                          | Estados Unidos                 | Países Bajos                   | Reino Unido                                       |
| 305          | 19:30 - 21:23 | Natación artística         | Dúo libre F                        | República Popular China        | Reino Unido                    | Países Bajos                                      |
| 306          | 21:19 - 21:34 | Breaking                   | Torneo M                           | Canadá                         | Francia                        | Estados Unidos                                    |
| 307          | 21:07 - 21:40 | Lucha libre                | 62 Kg F                            | Japón                          | Ucrania                        | Kirguistán · Noruega                              |
| 308          | 21:30 - 21:42 | Boxeo                      | 57 Kg F                            | China Taipéi                   | Polonia                        | Turquía · Filipinas                               |
| 309          | 20:19 - 21:58 | Taekwondo                  | +80 Kg M                           | Irán                           | Reino Unido                    | Cuba · Costa de Marfil                            |
| 310          | 21:47 - 22:00 | Boxeo                      | 57 Kg M                            | Uzbekistán                     | Kirguistán                     | Australia · Bulgaria                              |
| 311          | 20:34 - 22:15 | Taekwondo                  | +67 Kg F                           | Francia                        | Uzbekistán                     | Corea del Sur · Turquía                           |
| 312          | 20:30 - 22:27 | Halterofilia               | +102 Kg M                          | Georgia                        | Armenia                        | Baréin                                            |
| 313          | 22:34 - 22:50 | Boxeo                      | 75 Kg F                            | República Popular China        | Panamá                         | Australia · Equipo Olímpico de Atletas Refugiados |
| 314          | 22:51 - 23:07 | Boxeo                      | +92 Kg M                           | Uzbekistán                     | España                         | Alemania · Francia                                |
| 315          | 21:00 - 23:08 | Vóley playa                | Torneo M                           | Suecia                         | Alemania                       | Noruega                                           |
| 316          | 11:00 - 23:15 | Baloncesto                 | Torneo M                           | Estados Unidos                 | Francia                        | Serbia                                            |
| 11 de agosto |               |                            |                                    |                                |                                |                                                   |
| 317          | 8:00 - 10:30  | Atletismo                  | Maratón F                          | Países Bajos                   | Etiopía                        | Kenia                                             |
| 318          | 11:49 - 12:29 | Lucha libre                | 65 Kg M                            | Japón                          | Irán                           | Puerto Rico · Albania                             |
| 319          | 12:43 - 12:58 | Pentatlón moderno          | Láser run F                        | Hungría                        | Francia                        | Corea del Sur                                     |
| 320          | 12:36 - 13:08 | Lucha libre                | 97 Kg M                            | Baréin                         | Georgia                        | Azerbaiyán · Irán                                 |
| 321          | 12:45 - 13:20 | Ciclismo en pista          | Sprint F                           | Nueva Zelanda                  | Alemania                       | Reino Unido                                       |
| 322          | 11:30 - 13:37 | Halterofilia               | +81 Kg F                           | República Popular China        | Corea del Sur                  | Reino Unido                                       |
| 323          | 13:32 - 13:39 | Ciclismo en pista          | Keirin M                           | Países Bajos                   | Australia                      | Australia                                         |
| 324          | 13:41 - 14:17 | Lucha libre                | 76 Kg F                            | Japón                          | Estados Unidos                 | Cuba · Colombia                                   |
| 325          | 13:56 - 14:20 | Ciclismo en pista          | Ómnium F                           | Estados Unidos                 | Polonia                        | Nueva Zelanda                                     |
| 326          | 13:00 - 14:21 | Voleibol                   | Torneo F                           | Italia                         | Estados Unidos                 | Brasil                                            |
| 327          | 9:00 - 14:55  | Balonmano                  | Torneo M                           | Dinamarca                      | Alemania                       | España                                            |
| 328          | 10:35 - 15:00 | Waterpolo                  | Torneo M                           | Serbia                         | Croacia                        | Estados Unidos                                    |
| 329          | 11:30 - 17:22 | Baloncesto                 | Torneo F                           | Estados Unidos                 | Francia                        | Australia                                         |